# Сордо II (Вибо Валенција)
Сордо II је насеље у Италији у округу Вибо Валенција, региону Калабрија.
Према процени из 2011. у насељу је живело 16 становника. Насеље се налази на надморској висини од 236 м.